# California State Route 99
Die California State Route 99 (kurz CA 99) ist eine State Route im US-Bundesstaat Kalifornien, die in Nord-Süd-Richtung verläuft, wobei sie beinahe das komplette Central Valley durchquert. Über die gesamte Länge hinweg ist die Stateroute eine Alternativroute zur Interstate 5 durch die östlichen, bevölkerungsreichen Teile des Central Valley, während die Interstate 5 eher für den überregionalen Verkehr zwischen Südkalifornien, der Bay Area und der Pacific-Northwest-Region gedacht ist. Der Highway ist ein Überbleibsel der ehemaligen U.S. Route 99 von Mexiko nach Kanada (US 99), die 1972 stillgelegt wurde, nachdem sie für den Fernverkehr funktional durch die I-5 ersetzt worden war. Auf ihrem Weg bindet sie unter anderem folgende Städte an das Kalifornische Freeway und Expressway System an: Bakersfield, Visalia, Fresno, Madera, Merced, Modesto, Stockton, Sacramento, Yuba City und Chico.
Beinahe der komplette Abschnitt südlich von Sacramento ist nach Freewaystandards ausgebaut und es existieren Pläne, wonach dieser Abschnitt in eine Interstate umgewandelt werden könnte. Hierfür müssten allerdings noch einige strukturelle Änderungen und Umbauten vorgenommen werden. Das Kalifornische Verkehrsministerium plant, diesen Abschnitt dann als Interstate 7 bzw. 9 zu bezeichnen.

## Weblinks

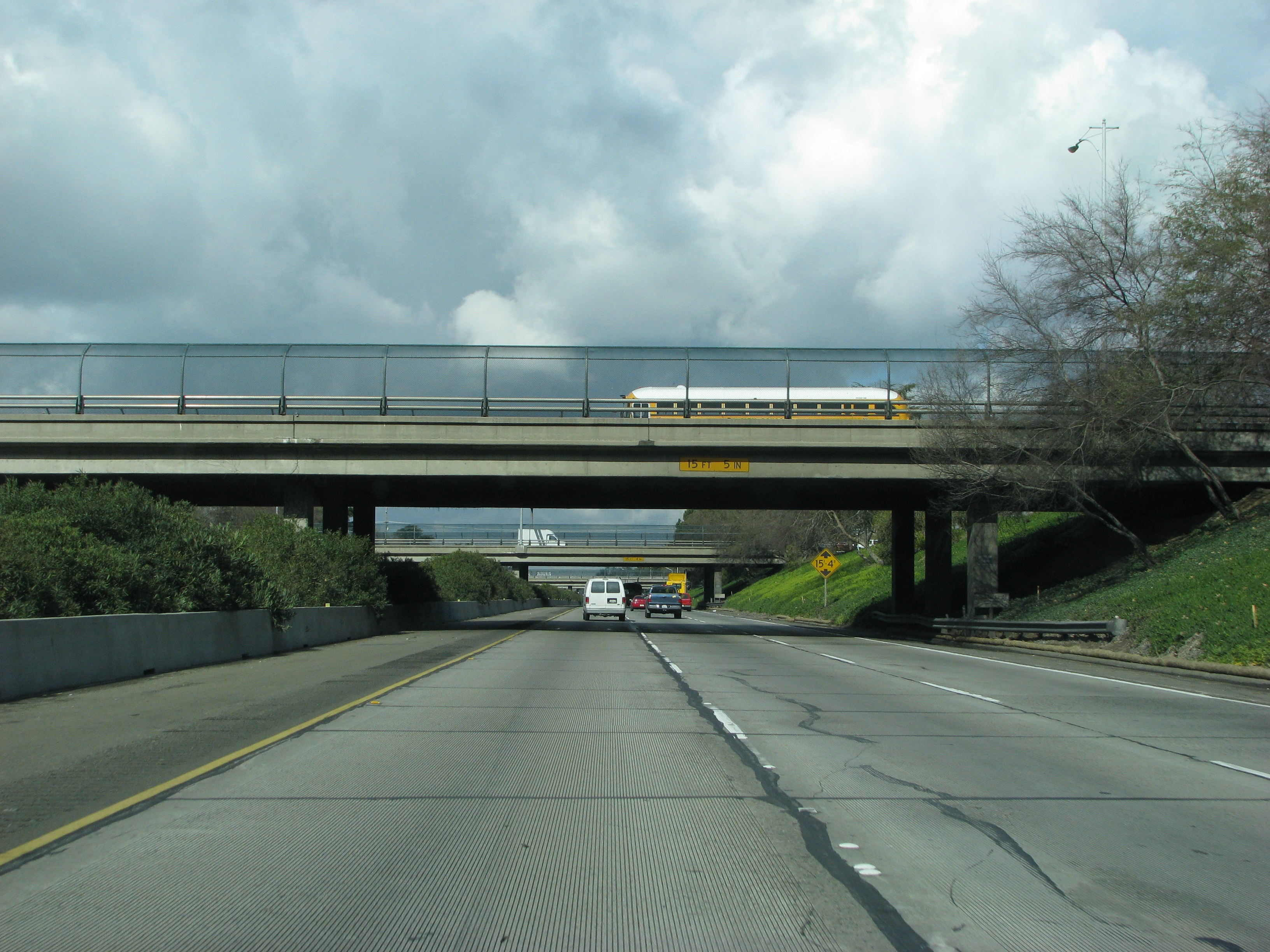
Northbound California State Route 99 bei Modesto

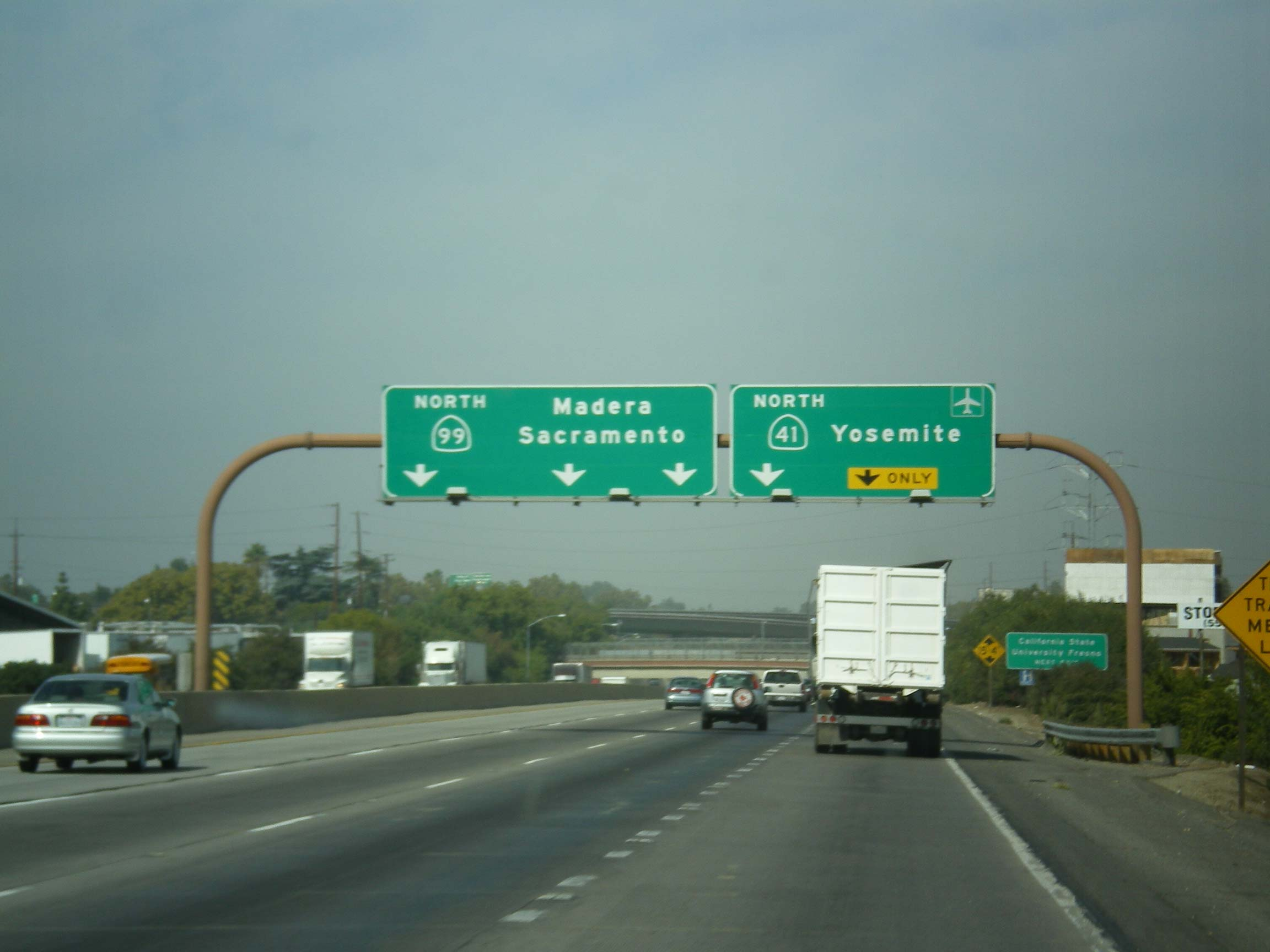
Northbound California State Route 99 an der Kreuzung zur State Route 41 in Fresno